# Passador partit
Đ
Un passador partit o passador dividit és una fixació metàl·lica amb dues meitats que es poden doblegar (o no) durant la instal·lació, amb una funcionalitat semblant a una grapa o rebló. Normalment, estan fets de filferro gruixut amb una secció transversal semi-circular, els passadors partits tenen diferents mides i tipus.
Un passador partit és similar en disseny i funció a un relligador de llautó en el món de la papereria i enquadernació.

## Construcció

Clavilles:
A: passador dividit nou
B: passador dividit instal·lat
C: clip R
D: Secció transversal d'un passador dividit

Un passador dividit nou (vegeu la figura A) té les seves superfícies interiors planes en contacte durant la major part de la seva longitud, de manera que sembla ser un cilindre dividit (figura D). Un cop inserit, els dos extrems del passador es dobleguen, bloquejant-lo al seu lloc (figura B). Quan s'eliminen, se suposa que s'han de descartar i substituir, a causa de la fatiga de la flexió.
els passadors partits solen estar fetes de metall tou, cosa que fa que siguin fàcils d'instal·lar i treure, però també fa que no sigui aconsellable utilitzar-les per resistir fortes forces de tall. Els materials comuns inclouen acer suau, llautó, bronze, acer inoxidable i alumini.

### Tipus

Tipus d'extrems disponibles a els passadors partits: estàndard, punta allargada, extrem de mitra, extrem bisell i bloqueig de martell. La longitud L del passador dividit es defineix com la distància des de l'extrem de la dent més curta fins al punt de l'ull que entra en contacte amb el forat.

El tipus més comú de passador partit té la punta allargada amb un tall quadrat, però també hi ha passadors partits disponibles amb tots els altres tipus d'extrems. El tipus de punta allargada és popular perquè la diferència de longitud de les dues dents fa que sigui més fàcil separar-les. Per facilitar la inserció en un forat, la pota més llarga pot estar lleugerament corbada per sobreposar la punta més curta o bé es bisella.
Els passadors de bloqueig del martell s'instal·len correctament colpejant el cap amb un martell per assegurar el passador. Això força la pota més curta cap endavant, estenent el passador.

### Mides
Els diàmetres dels passadors partits estan estandarditzats.
| Diàmetre nominal mm | Mida del forat mm | Per a la mida del cargol mm |
| ------------------- | ----------------- | --------------------------- |
| 1.5                 | 1.9               | 6                           |
| 2                   | 2.4               | 8                           |
| 2.5                 | 2.8               | 10                          |
| 3                   | 3.4               | 12, 14                      |
| 4                   | 4.5               | 20                          |
| 5                   | 5.6               | 24, 28                      |
| 6                   | 6.3               | 30, 36, 42                  |
| 8                   | 8.5               | 48                          |

Els passadors partits americans van des de 1⁄32 " i fins 3⁄4". Les conversions de mètriques de la taula següent són aproximades.

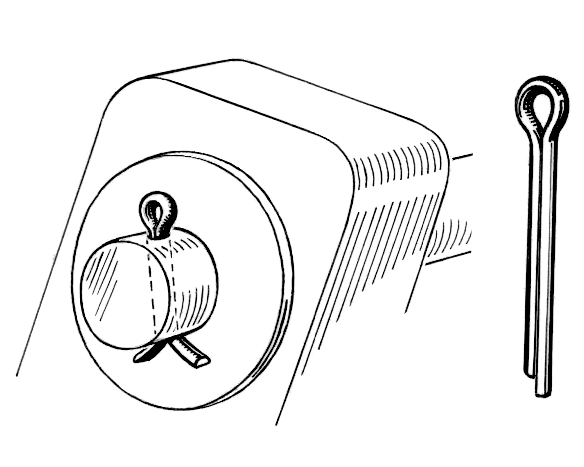
Un passador dividit (ús del Regne Unit) / passador (ús dels EUA) que subjecta una vareta al seu lloc amb una rentadora

| Diàmetre nominal | Diàmetre nominal | Mida forat | Mida forat | Per a mida cargol | Per a mida cargol |
| in               | mm               | in         | mm         | in                | mm                |
| ---------------- | ---------------- | ---------- | ---------- | ----------------- | ----------------- |
| 1⁄32             | 0.79             | 3⁄64       | 1.19       |                   |                   |
| 3⁄64             | 1.19             | 1⁄16       | 1.59       |                   |                   |
| 1⁄16             | 1.59             | 5⁄64       | 1.98       | 1⁄4               | 6.35              |
| 5⁄64             | 1.98             | 3⁄32       | 2.38       | 5⁄16              | 7.94              |
| 3⁄32             | 2.38             | 7⁄64       | 2.78       | 3⁄8               | 9.53              |
| 7⁄64             | 2.78             | 1⁄8        | 3.18       |                   |                   |
| 1⁄8              | 3.18             | 9⁄64       | 3.57       | 1⁄2               | 12.70             |
| 9⁄64             | 3.57             | 5⁄32       | 3.97       | 5⁄8               | 15.88             |
| 5⁄32             | 3.97             | 11⁄64      | 4.37       | 3⁄4               | 19.05             |
| 3⁄16             | 4.76             | 13⁄64      | 5.16       | 1, 1 ⁄8           | 25.4, 28.58       |
| 7⁄32             | 5.56             | 15⁄64      | 5.95       | 1 ⁄4, 1 3⁄8       | 31.75, 34.93      |
| 1⁄4              | 6.35             | 17⁄64      | 6.75       | 1 ⁄2              | 38.10             |
| 5⁄16             | 7.94             | 5⁄16       | 7.94       | 1 3⁄4             | 44.45             |
| 3⁄8              | 9.53             | 3⁄8        | 9.53       |                   |                   |
| 7⁄16             | 11.11            | 7⁄16       | 11.11      |                   |                   |
| 1⁄2              | 12.70            | 1⁄2        | 12.70      |                   |                   |
| 5⁄8              | 15.88            | 5⁄8        | 15.88      |                   |                   |
| 3⁄4              | 19.05            | 3⁄4        | 19.05      |                   |                   |

## Aplicacions

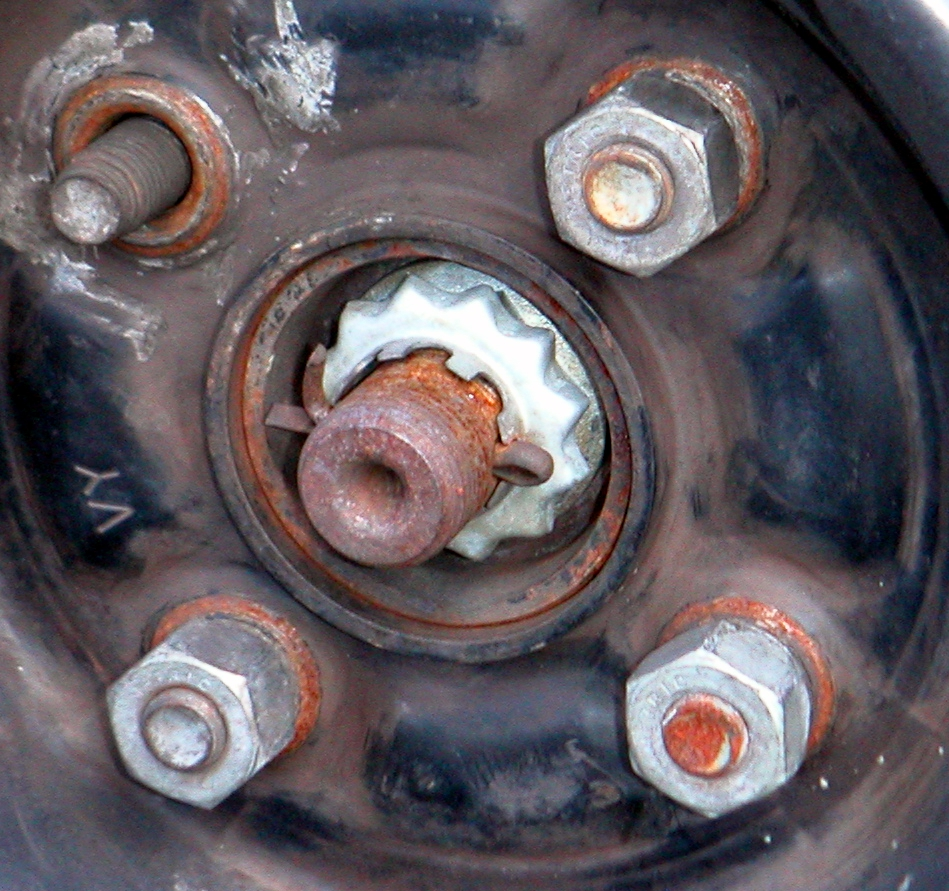
Un centre de cotxe que mostra una coberta de femella almenada i un passador dividit (prop del centre)

Els passadors dividits s'utilitzen freqüentment per fixar altres elements de fixació, per exemple, els passadors de la horquilla, a més d'utilitzar-se en combinació amb discos de tauler dur com a tècnica tradicional d'unió per als óssos de peluix. Una aplicació habitual d'això és quan s'utilitza per assegurar una femella almenada.
els passadors partits es poden utilitzar en algunes aplicacions com a agulles de cisalla de baixa tecnologia.